# オレグ・スヴャトスラヴィチ (チェルニゴフ公)
オレグ・スヴャトスラヴィチ（ロシア語: Олег Святославич、1053年頃 - 1115年8月1日）は、チェルニゴフ公・キエフ大公スヴャトスラフの四男である。母はスヴャトスラフの最初の妻キキリヤ。ヴォルィーニ公：1073年 - 1078年、トムタラカニ公：1083年 - 1094年、チェルニゴフ公：1094年 - 1097年、ノヴゴロド・セヴェルスキー公：1097年 - 1115年。

## 生涯

### 前半生
オレグの年代記上の初出は1075年である 。父スヴャトスラフの存命時は、オレグは父のナメストニクとしてウラジーミル・ヴォリンスキーに派遣され、ヴォルィーニ公国を統治した。父スヴャトスラフが、キエフ大公位を巡ってその兄イジャスラフと闘争を繰り広げていた1076年、オレグは従兄弟のウラジーミル（ウラジーミル・モノマフ）と共に、ボヘミア公ヴラチスラフと争うポーランド王ボレスワフ2世の援軍に向かった。また、父スヴャトスラフとの闘争に敗れたイジャスラフは、神聖ローマ皇帝ハインリヒ4世に支援を求めて亡命中であり、ボヘミア公ヴラチスラフとハインリヒ4世は同盟関係にある、という状況であったが、ポーランド王ボレスワフ2世はイジャスラフに対しては庇護を与えている。同年、父スヴャトスラフが死ぬと、ボレスワフ2世の支援を得たイジャスラフがキエフ大公位に就いた。オレグはウラジーミル・ヴォリンスキーを追われ、しばらくの間叔父のチェルニゴフ公フセヴォロドの元に身を寄せた。1078年、トムタラカニ(ru)（北コーカサスにあった飛び地のルーシ領の都市）へと逃亡したが、同年8月25日、オレグとトムタラカニ公ボリス(ru)、ポロヴェツの連合軍は、ソジツァ川の戦いでチェルニゴフ公フセヴォロドを破った。次ぐ1078年10月3日のニヴァ平原の戦い(ru)でイジャスラフを戦死させるも、トムタラカニ公ボリスもまた死亡し、オレグは再びトムタラカニへ撤退した。
1079年、イジャスラフの後を継ぎキエフ大公となったフセヴォロド（上記のチェルニゴフ公フセヴォロド）に捕縛され、コンスタンティノープルへ送られた。さらにロドス島へ配流されたが、ここでパトリキの娘フェオファニヤと結婚し、2年後にはトムタラカニへ帰還する承認を得た。トムタラカニへ戻ったオレグは、1083年、ダヴィド、ヴォロダリを追放して、トムタラカニ公位に復位した。

### チェルニゴフ公国争奪戦
1094年、オレグは父の有していたチェルニゴフ公位を自身のものにするため、ポロヴェツ族と結んでチェルニゴフへの遠征を行った。時のチェルニゴフ公はウラジーミル・モノマフであり、オレグはモノマフの籠るチェルニゴフを8日間に渡って包囲した。チェルニゴフは戦禍にまみれ、おそらく最終的には、モノマフはチェルニゴフを明け渡してペレヤスラヴリへと撤退した。ポロヴェツ族はチェルニゴフで略奪を行い、オレグもそれを許可した。なお、『イーゴリ軍記』においては、オレグはゴリスラヴィチ（悲しみの子）と呼ばれ、ルーシの地にポロヴェツ族を引き込んだ元凶として非難されており、『イパーチー年代記』では、オレグはルーシの地に異教徒を呼び寄せ、多くのキリスト教徒の血が流されたと記している。
1095年、ルーシ諸公によるポロヴェツ族への遠征軍が計画されるが、オレグはこれに参加せず、ムーロム（ムーロム公位にあったのはモノマフの子のイジャスラフ）を攻めている。1096年、モノマフとキエフ大公スヴャトポルクは、ルーシの地を異教徒（ポロヴェツ族）から守るための交渉を望み、オレグに使者を送ったが、オレグはこれに応じなかったため、モノマフとスヴャトポルクはチェルニゴフへ軍を進めた。オレグはチェルニゴフ公国領北部の都市スタロドゥーブへ転じ、33日間の防衛戦を繰り広げた後、和平交渉をモノマフらに求めた。モノマフらはオレグに、オレグの兄弟のスモレンスク公ダヴィドと共にキエフへ来て交渉の席に着くよう求めたが、オレグはこれに反してスモレンスクへ行くと、ダヴィドの連隊を率いて再度ムーロムを攻め、ムーロム公イジャスラフを戦死させた。さらにスーズダリ、ロストフをも陥とし、ムーロム公国・ロストフ公国領全域を手中に収めると、ポサードニクを配してダーニを課した。しかしノヴゴロド公ムスチスラフ（モノマフの長男）に戦況を巻き返され、オレグはモノマフらと和平交渉を結んだ。
1097年、モノマフとキエフ大公スヴャトポルクは紛争の終結を目的とする諸公会議を提案し、オレグもこれに参加した。リューベチにおいて行われたこのリューベチ諸公会議において、諸公が自領を世襲領（父祖の地・ヴォチナ(ru)）とする原則が取り決められ、チェルニゴフ公国領がオレグら兄弟のヴォチナとして認められた。オレグはチェルニゴフ公国領の都市ノヴゴロド・セヴェルスキーとクルスクを得、ノヴゴロド・セヴェルスキー公国を統治した。

### 世襲領確立以降
その後、1098年のゴロデツ諸公会議、1100年のウヴェチチ諸公会議(ru)（リューベチ諸公会議に反したダヴィドに対する協議）、1101年のサコフ諸公会議（ポロヴェツ族との和平交渉会議）、1103年のドロプスク諸公会議（ポロヴェツ族に対する連携協議）に参加したことが、ルーシの年代記（レートピシ）に言及されている。
1107年、ルーシの地を襲撃したポロヴェツ族汗シャルカンに対する遠征軍に参加し、ロブナへと軍を進めた。同年のその後、息子スヴャトスラフとポロヴェツ族汗アエパの娘との間に婚儀を結ばせた。なお、自身もポロヴェツ族汗オソルクの娘を再婚相手として迎えており、スヴャトスラフはオソルクの娘の子である。
1115年8月1日に没し、チェルニゴフの救世主大聖堂に埋葬された。オレグの子孫（オレグ家(ru)）は、以降のチェルニゴフ公国、ノヴゴロド・セヴェルスキー公国とその分領公国の歴代の公を輩出し、しばしばリューリク朝の他の家系とも権力闘争を繰り広げることになる。

## 妻子
一人目の妻はビザンツ帝国出身のフェオファニヤ、二人目の妻はポロヴェツ族汗オセルクの娘。子には以下の人物がいる。
- マリヤ - ポーランド王国の貴族ピョートル・ヴロストヴィッチ(en)と結婚[注 1]。
- フセヴォロド
- イーゴリ
- グレプ
- スヴャトスラフ

## 登場作品
映画
- ラスト・ウォリアー 最強騎馬民族スキタイを継ぐ者（2018年、ロシア、演：ユーリー・ツリーロ）